# Tarek Ben Halim
Compléments
- Fondateur d'Alfanar, OING

Tarek Ben Halim né à Tripoli le 4 décembre 1955 et mort à Londres le 11 décembre 2009, est un banquier d'affaires et fondateur d’Alfanar, la première organisation philanthro-capitaliste dans le monde arabe.

## Biographie
Il est le fils de Mustafa Ben Halim, premier ministre de la Libye entre 1955 et 1957 et ambassadeur de la Libye auprès de la France entre 1958 et 1960 et de Yusra Kanaan, d’origine palestinienne. Son épouse, Cynthia Oakes, est la fille du journaliste américain John Bertram Oakes (en). Elle est diplômée de l'université de Princeton, et mère de ses trois enfants.
Après le coup d’état qui porte Mouammar Kadhafi au pouvoir en 1969, Tarek et sa famille quittent Tripoli pour Beyrouth avant de s’installer à Londres. Tarek fait ses études à l’Atlantic College au Pays de Galles puis intègre l'Université de Warwick afin d’étudier la Finance avant d’obtenir un Master of Business Administration à la Business School de l'Université de Harvard. Après ses études il commence une carrière de banquier d’affaires et travaille successivement chez JP Morgan, au Crédit suisse First Boston puis chez Goldman Sachs dont il devient le directeur général. En 2000 Tarek Ben Halim signe un contrat historique de 2 milliards de dollars pour la société de télécommunications Turkcell.
L’exil apprend à Tarek les dangers de la politique dans le monde arabe dès son plus jeune âge. Le récit de sa mère qui dû fuir la Palestine ancre en lui la conviction que justice et démocratie sont les outils nécessaires pour le changement dans le monde arabe.
Dans un article publié dans le Los Angeles Times le 9 février 2003, Tarek critique « les gouvernements, à la tête du monde arabe depuis le XIXe siècle, qui ne représentent pas leur peuple et servent leurs propres intérêts ». À la chute du régime irakien en 2003, Tarek croit à la possibilité d’une répercussion positive sur la gouvernance politique dans la région. Il se porte volontaire pour travailler avec les forces britanniques et est nommé directeur adjoint du secteur privé avec l'Autorité provisoire de la coalition. Il est rapidement déçu par l’approche de celle-ci. Il « estime que la force d’occupation semble davantage focalisée sur les améliorations rapides et visibles que la construction de bases solides afin d’assurer la stabilité en Irak après son départ », et démissionne au bout de quelques mois.
L’expérience de Tarek en Irak renforce sa détermination à mettre en œuvre ce que les gouvernements arabes ont échoué à faire, améliorer les conditions de vie en répondant aux besoins des communautés. En 2004 il fonde Alfanar (phare en arabe) afin de promouvoir une société civile forte, vibrante et professionnelle dans les pays arabes. Alfanar a pour vocation d’améliorer les conditions de vie au sein des communautés défavorisées à travers le monde arabe en encourageant des organisations pionnières et autonomes qui répondent aux besoins immédiats et sur le long terme des communautés.